# Ekflikmätare
Ekflikmätare (Ennomos erosaria) är en fjärilsart som först beskrevs av Michael Denis och Ignaz Schiffermüller 1775.  Ekflikmätare ingår i släktet Ennomos, och familjen mätare. Arten är reproducerande i Sverige.

## Bildgalleri

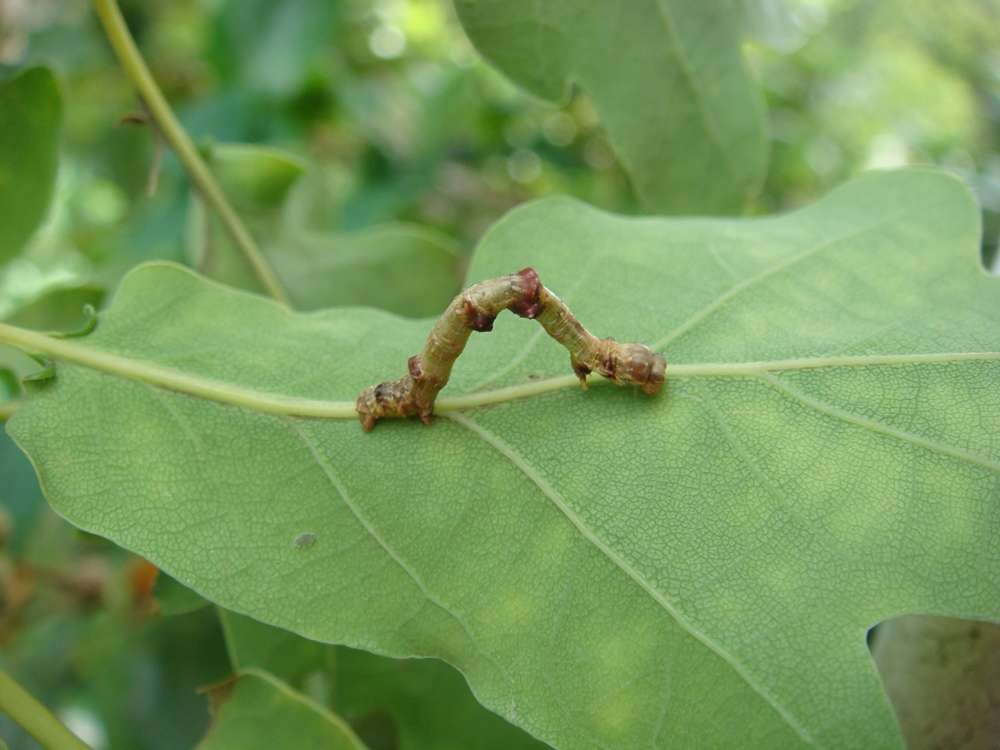
Fjärilens larv.
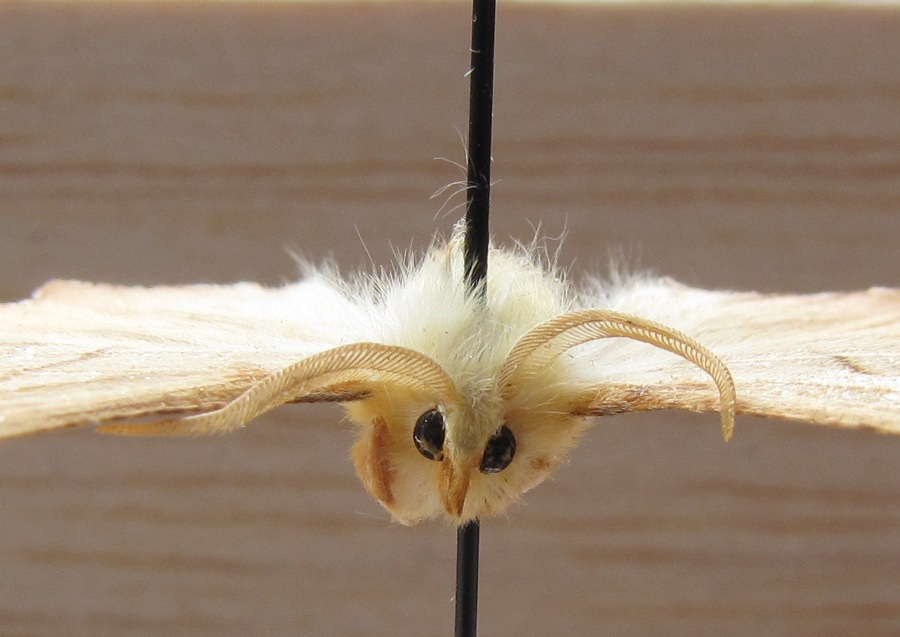
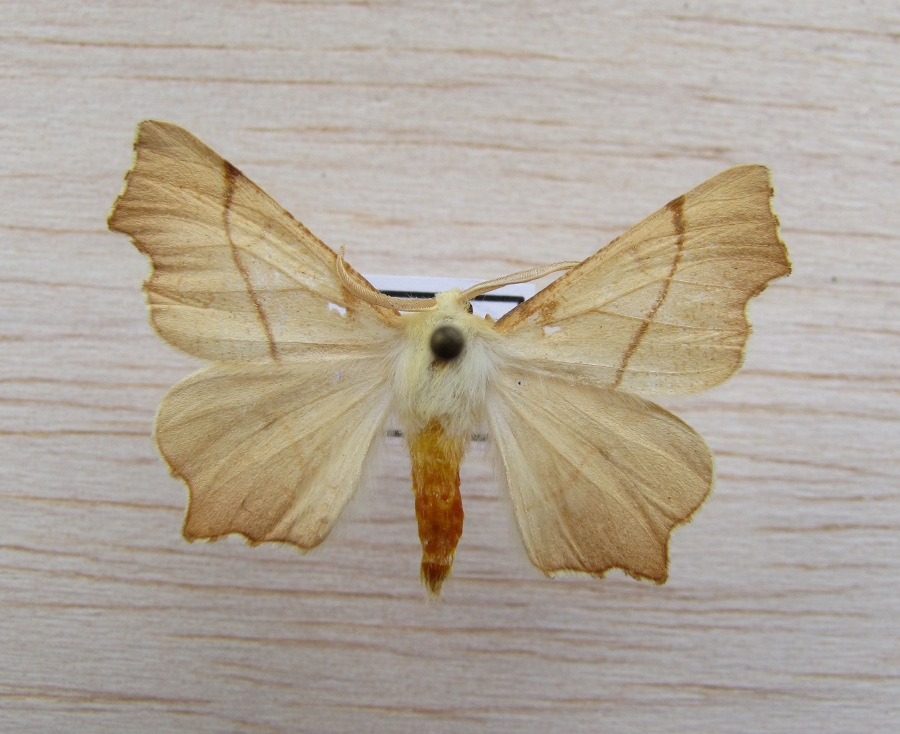
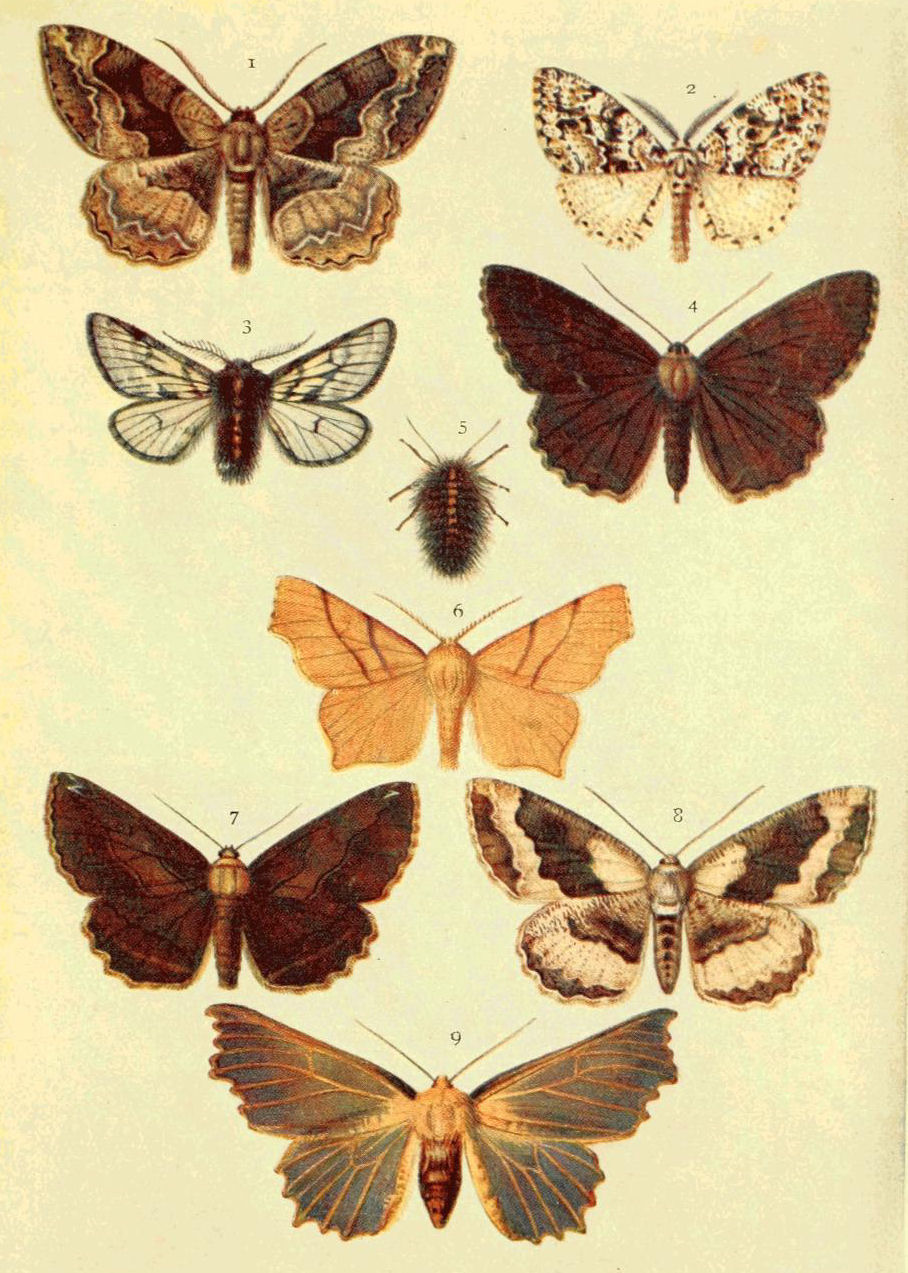